# Savolaisen laulu
Savolaisen laulu (svenska: Savolaxborns sång) är landskapssång för Norra Savolax och Södra Savolax, skriven av August Ahlqvist och komponerad av Karl Collan. Sången är Finlands äldsta landskapssång. Sången är också känd under namnet Savolaisten laulu.
Savolaisen laulu framfördes första gången på en restaurant i Kajsaniemi den 9 december 1852. Fem dagar senare publicerades sångtexten på första sidan i tidningen Suometar.

## Inspelningar (urval)[2]
- John M. Eriksen till pianoackompanjemang, 1907
- Abraham Ojanperä till pianoackompanjemang, 1906
- Juho Koskelo och Jean Theslöf med orkester, 1916
- Juho Koskelo med orkester, 1920
- Wäinö Sola med orkester, 1928
- Emil Svartström med orkester, 1929